# Bob van Amerongen
Robert (Bob) van Amerongen (Alkmaar, 11 februari 1924 – Bergen NH, 12 mei 2014) was een Nederlands classicus. Tijdens de Tweede Wereldoorlog richtte hij samen met een schoolvriend de verzetsgroep PP op.

## Jeugd
Van Amerongen groeide op aan de Wilhelminalaan 22 in Alkmaar. Hij bezocht het Murmellius Gymnasium, waar zijn beide ouders werkzaam waren als docent. Hij was een achterneef van de journalist Martin van Amerongen.

## Tweede Wereldoorlog
Van Amerongen had een Joodse vader. Toen die in november 1940 werd ontslagen, verliet hij uit protest ook de school. In 1943 richtte hij samen met zijn schoolgenoot Jan Hemelrijk, zoon van de rector, de Amsterdamse verzetsgroep PP op, om hun vaders uit handen van de Duitsers te houden. Andere leden van de groep waren onder anderen de slaviste Tini Israël en haar vriend Karel van het Reve. De groep zorgde voor onderduikadressen, valse persoonsbewijzen en bonkaarten. 
Via Van het Reve leerde Van Amerongen diens broer Gerard Reve kennen en werd lid van zijn leesclub. Van Amerongen stond model voor de figuur van Viktor Poort in de roman De Avonden (1947).

## Na de oorlog
Na de oorlog studeerde Van Amerongen Klassieke talen aan de Universiteiten van Amsterdam en Utrecht. In 1952 deed hij doctoraal examen in Utrecht. Daarna was hij vier jaar assistent aan de universiteit. In deze periode werd hij ook docent aan het Stedelijk Gymnasium Haarlem. Van 1965 tot 1974 was hij rector van deze school. De latere burgemeester van Amsterdam Job Cohen was een van zijn leerlingen. Nadat een pleegzoon in 1973 aan drugsgebruik was overleden, nam Van Amerongen ontslag. 
In 1974 werd hij werd hoofd van de Afdeling Voorlichting en Preventie van de Federatie Zorginstellingen Alcohol en Drugs (FZA) in Bilthoven, verscheen in die hoedanigheid regelmatig in de media, en werd zo 'het gezicht' van de alcohol- en drugvoorlichting in Nederland. Van Amerongen schreef een aantal boeken over alcohol- en drugspreventie, waaronder: Drugs en drank; informatie over gebruik en misbruik. In 1984 ging hij met de VUT en verhuisde hij naar Camperduin.
Van Amerongen overleed in 2014 op negentigjarige leeftijd, in een zorginstelling in Bergen NH aan de ziekte van Alzheimer.

## Onderscheiding
- In 1990 ontving Van Amerongen de onderscheiding Rechtvaardige onder de Volkeren.[9]

## Varia
- Over Bob van Amerongen en Jan Hemelrijk werd de documentaire Fatsoenlijk land gemaakt.[10]
- Van Amerongen was een belangrijke bron van informatie voor biografieën van Karel van het Reve en Gerard Reve.[4]
- In 2013 werd in het Stedelijk Gymnasium Haarlem een plaquette voor Bob van Amerongen onthuld.[2]

- International Standard Name Identifier: 0000 0000 2970 4790
- Library of Congress Control Number: n91102524
- Virtual International Authority File: 68113517